# WEW6人タッグ王座
WEW6人タッグ王座（ダブリュー・イー・ダブリューろくにんタッグおうざ）は、FMWが管理、WEWが認定していた王座。

## 歴史
1995年5月5日、大仁田厚の引退により、始まった「新生FMW」と呼ばれたデスマッチ路線を展開していた。
1997年、大仁田の復帰、外様であった冬木弘道の台頭で迷走を始める。
1998年3月、デスマッチ路線からエンターテイメント路線へと展開を図った。7月6日、新制度として統一機構を発表。
1999年5月31日、冬木がコミッショナーに就任して徐々に進行させていたエンターテイメント路線を一気に推進することを決める。その前段階として統一機構、年間シリーズの予定を白紙撤回する強権発動を行った。6月、冬木はFMWが管理している王座を全て封印して王座認定組織「WEW」を発足してWEW王座を創設。7月30日、FMW後楽園ホール大会で行われた初代王座決定6人タッグトーナメントに優勝した冬木&中川浩二&外道組が初代王者になった。
2002年2月15日、FMWの崩壊により封印。3月、管理団体がプロレス団体「WEW」に移って王座が復活。ただし、歴代王者とは切り離す形で改めて初代王者としてカウントされる。
2003年5月5日、WEWの解散により封印。

## 歴代王者

### 第1期
| 歴代   | タッグチーム                                         | 戴冠回数 | 獲得日付       | 獲得場所 （対戦相手・その他）                       |
| ------ | ---------------------------------------------------- | -------- | -------------- | --------------------------------------------------- |
| 初代   | 冬木弘道&外道&中川浩二                               | 1        | 1999年7月30日  | 後楽園ホール ハヤブサ&黒田哲広&田中将斗             |
| 第2代  | 大矢剛功&黒田哲広&田中将斗                           | 1        | 1999年9月23日  | 石川県産業展示館 1999年10月返上                     |
| 第3代  | リッキー・フジ&フライングキッド市原&チョコボール向井 | 1        | 1999年11月23日 | 横浜アリーナ 邪道&外道&中川浩二                     |
| 第4代  | 邪道&外道&中川浩二                                   | 1        | 1999年12月11日 | 後楽園ホール                                        |
| 第5代  | 冬木弘道&チョコボール向井&井上京子                   | 1        | 2000年4月25日  | 渋谷ON AIR EAST                                     |
| 第6代  | 邪道&外道&中川浩二                                   | 2        | 2000年5月3日   | 博多スターレーン                                    |
| 第7代  | 冬木弘道&チョコボール向井&井上京子                   | 2        | 2000年5月28日  | 後楽園ホール                                        |
| 第8代  | 大矢剛功&H&黒田哲広                                  | 1        | 2000年6月26日  | 後楽園ホール                                        |
| 第9代  | 冬木弘道&ミスター雁之助&新宿鮫                       | 1        | 2000年9月15日  | 熊谷市民体育館                                      |
| 第10代 | 邪道&外道&中山香里                                   | 1        | 2000年9月17日  | ディファ有明 2001年1月27日返上                      |
| 第11代 | 邪道&外道&田中将斗                                   | 1        | 2001年2月11日  | 博多スターレーン 冬木弘道&GOEMON&怨霊 2001年2月21日 |
| 第12代 | 大矢剛功&リッキー・フジ&フライングキッド市原         | 1        | 2001年5月22日  | 札幌テイセンホール 工藤あづさ&新宿鮫&山崎直彦       |
| 第13代 | 冬木弘道&金村キンタロー&ミスター雁之助               | 1        | 2001年7月30日  | 博多スターレーン                                    |
| 第14代 | ハヤブサ&黒田哲広&GOEMON                             | 1        | 2001年9月9日   | 後楽園ホール 2002年2月15日封印                      |

### 第2期
| 歴代  | タッグチーム                                      | 戴冠回数 | 獲得日付       | 獲得場所 （対戦相手・その他）               |
| ----- | ------------------------------------------------- | -------- | -------------- | ------------------------------------------- |
| 初代  | TAKAみちのく&黒田哲広&五所川原吾作                | 1        | 2002年10月23日 | 後楽園ホール 大谷晋二郎&田中将斗&黒毛和牛太 |
| 第2代 | 金村キンタロー&マッドマン・ポンド&2・タフ・トニー | 1        | 2003年10月2日  | 後楽園ホール 2003年5月5日封印               |